# Rapper Gone Bad
| Оценки критиков | Оценки критиков |
| Источник        | Оценка          |
| --------------- | --------------- |
| RapReviews      | 9/10            |

Rapper Gone Bad — третий студийный альбом американского рэпера Mac Dre. Он был выпущен 28 сентября 1999 года на лейблах Romp Records (в будущем будет называться Thizz Entertainment) и Swerve Music совместно с Sumo Productions.В гостевом участии на альбоме появились Warren G, Kokane, Little Bruce, and B-Legit и многие другие.
Альбом занял 49-ю позицию в чарте Billboard Top R&B/Hip-Hop Albums.

## Список композиций
1. Intro (при участии Sky Balla)
2. I’ve Been Down (при участии Harm)
3. Rapper Gone Bad (спродюсирован Wilson Hankins и Lev Berlak)
4. Fast Money (при участии Warren G, Kokane и Dutches)
5. Fish Head Stew (спродюсирован Wilson Hankins и Lev Berlak)
6. How Yo' Hood
7. Fortytwo Fake (при участии PSD) спродюсирован Wilson Hankins и Lev Berlak
8. Fire (при участии Big Lurch и Harm) Спродюсирован Tone Capone
9. Global (при участии Dubee)
10. Fuck Off the Party (при участии The WhoRidas) спродюсирован Wilson Hankins и Lev Berlak
11. Valley Joe (при участии B-Legit, PSD и Little Bruce)
12. Mac Stabber спродюсирован Wilson Hankins и Lev Berlak
13. I’m a Thug (в составе Cutthroat Committee<
14. We Made It (при участии Trill Real, Dubee, Magnolia Chop, Sleep Dank и J-Diggs)

Первоначальный релиз не включал в себя трек под номером 14.